# Joseph Lisbona
Joseph Lisbona est un producteur et réalisateur français né le 28 mai 1932 à Alexandrie et mort le 30 octobre 2016 dans le 16e arrondissement de Paris

## Biographie
Joseph Lisbona a collaboré à la revue Cinéma 56.
Il est enterré au cimetière de Passy (3e division).

## Filmographie

### Producteur et réalisateur
- 1960 : Le Panier à crabes
- 1965 : La Corde au cou

### Producteur
- 1959 : Les Dragueurs de Jean-Pierre Mocky